# شبکه هامون
شبکه هامون نام شبکه تلویزیونی استان سیستان و بلوچستان متعلق به سازمان صدا و سیمای جمهوری اسلامی ایران است.

## تاریخچه سیما
شبکه استانی هامون، در شهر زاهدان با حضور علی لاریجانی، (ریاست وقت سازمان صدا و سیما) در روز ۱۳ بهمن سال ۱۳۸۲ افتتاح رسمی شد. شبکه استانی، هم‌اکنون ۲۴ ساعت پخش برنامه، دارد.
پیش از راه‌اندازی شبکه استانی هامون، تلویزیون زاهدان هر هفته ۵ ساعت برنامهٔ تلویزیونی پخش می‌کرد. پس از افتتاح این مرکز در سال ۱۳۸۲ خورشیدی، میزان برنامه‌های تولیدی آن به ۷ الی ۸ ساعت در روز افزایش یافت.
از مهم‌ترین فیلم‌های سینمایی تولید این مرکز در سال‌های اخیر می‌توان به «تب پنهان»، «چاه فرشته» و «دور از هیاهو»، از مهم‌ترین سریالها می‌توان به سریال پربیننده طنز «پوست پیاز ابروی باز» که منعکس کننده مشغله‌ها و نحوه زندگی اصیل یک خانواده سیستانی را در ژانر کمدی نشان می‌دهد»؛ «بازگشت به خانهٔ پدری»، «خاطرات خاموش»، «در مسیر کوچ» و «رودخانهٔ سرباز»، «ستاره‌های شرق»، «گل‌فشان‌ها» و سریال معروف «شمبل و شاهی» است و «مستند کوه تفتان خاش» و «مشاهیر استان» و از مهم‌ترین برنامه‌های کودک می‌توان به «عروسک مهربانی و صحرا» و «قصه‌های شهر سوخته» اشاره کرد.
برنامه‌های تلویزیونی:معروف‌ترین برنامه تلویزیونی و پربیننده شبکه برنامه (مل ترمی) که محور اجتماعی خانواده سیستانی را دارد همچنین سیتک روستا که با سفر به روستاهای منطقه سیستان و نشان دادن جاذبه‌های گردشگری نحوه زندگی و مشکلات و معیشت خانواده سیستانی بسیار پربیننده و محبوب است و (مِهرِهَنکین) که محور اجتماعی وخانواده بلوچی اشاره دارد.